# Pherothrinax bistellata
Pherothrinax bistellata är en tvåvingeart som först beskrevs av Mario Bezzi 1924.  Pherothrinax bistellata ingår i släktet Pherothrinax och familjen borrflugor.
Artens utbredningsområde är Tanzania. Inga underarter finns listade i Catalogue of Life.